# Titu Nicolae Gheorghiof
Titu Nicolae Gheorghiof (n. 24 decembrie 1944, com. Vinga, județul Arad) este un politician român, membru al Parlamentului României în legislaturile 1996-2000, 2000-2004 și 2004-2008. În perioada 1990-1991, Gheorghiof a fost primar al municipiului Arad. Gheorghiof a fost deputat pe listele PNL iar pe data de 25 martie 2008 a demisionat și a fost înlocuit de către deputata Mihaela Adriana Vasil.  